# Boum (fête)
Pour les articles homonymes, voir Boum.
Une boum est une fête musicale et dansante organisée par des adolescents, souvent à l'occasion d'un anniversaire ou de la fin de l'année scolaire. Elle est fortement connotée aux premiers émois amoureux et à l'éveil sexuel des adolescents, à travers leurs premiers slows, dans les années 1960 et 1970.
Le mot est apparu dès les années 1950 initialement sous la forme « surboum » (dérivée de « surprise-partie »), rapidement abrégée en « boum » (ou boom) tout court. L'apparition de cette abréviation pourrait avoir été encouragée par la popularité du célèbre Boom HEC organisé par les étudiants de HEC (l'école des hautes études commerciales de Paris), qui était à la fois un événement mondain, un festival de jazz et une fête dansante attirant des milliers de jeunes, et qui s'était affirmé dès les années 1950 comme un des grands moments forts de la vie estudiantine parisienne (ce boom était toutefois décliné au masculin, contrairement aux boums).
Les premières traces enregistrées du mot « boum » semblent se trouver, à plusieurs reprises, dans le film Les Tricheurs de Marcel Carné, Grand prix du cinéma français en 1958, qui fit près de 5 millions d'entrées cette année-là. Peu après, le terme deviendra en quelque sorte officialisé dans la chanson Une Boum chez John, interprétée par Johnny Hallyday et publiée en album et en simple au début de 1961.
Succédant aux rituels traditionnels de fréquentation entre adolescents (comme le maraîchinage vendéen), la « boum » apparaît comme un rite de passage, évoqué en particulier dans le film français La Boum (1980) de Claude Pinoteau.
Paradoxalement, le grand succès de ce film a fait tomber en désuétude le mot « boum », victime en quelque sorte d'un excès de divulgation.[réf. souhaitée]
Il a alors disparu du vocabulaire adolescent.